# Nicolaus Jacob Carl Müller
Nicolaus Jacob Carl Müller (* 12. Juli 1842 in Wiesbaden; † 12. Januar 1901 in Münden) war ein deutscher Botaniker. Bei seinen wissenschaftlichen Veröffentlichungen verwendete er als Autor meist den Namen N.J.C. Müller.  Sein botanisches Autorenkürzel lautet „N.J.C.Muell.“

## Leben
Nicolaus Jacob Carl Müller besuchte bis zu seinem 15. Lebensjahr eine Privatschule, machte eine Apothekerausbildung und nahm Ostern 1864 ein naturwissenschaftliches Studium an der Ruprecht-Karls-Universität Heidelberg auf. 
Am 9. Februar 1866 wurde er in Heidelberg mit insigni cum laude zum Dr. phil. promoviert. Im Sommer 1866 erwarb er die venia legendi für das Gesamtgebiet der Botanik und wirkte anschließend bis Ende des Sommersemesters 1872 als Privatdozent in Heidelberg.
Ende des Sommersemesters 1872 nahm Müller den Ruf als Professor für Forstbotanik an der Königlichen Forstakademie in Münden an. Müller wirkte von 1872 bis an sein Lebensende in der Lehre und als Direktor des Forstbotanischen Gartens in Münden.  
Am 13. Januar 1892 wurde Nicolaus Jacob Carl Müller zum Mitglied (Matrikel-Nr. 2941) der Leopoldina gewählt.
Er war zuletzt Geheimer Regierungsrat.

## Schriften
- Das Wachsthum des Vegetationspunktes von Pflanzen mit decussirter Blattstellung. Ein Beitrag zur Entwicklungsgeschichte vegetativer Organe. Habilitationsschrift Universität Heidelberg, Tenner, Heidelberg 1866
- Das Wachsthum des Vegetationspunktes von Pflanzen mit decussirter Blattstellung. Ein Beitrag zur Entwicklungsgeschichte vegetativer Organe. In: Jahrbücher für wissenschaftliche Botanik. 5, Leipzig 1866, S. 247–296 (Digitalisat)
- Untersuchungen über die Vertheilung des Harze, ätherischen Oele, Gummi und Gummiharze, und die Stellung der Secretionsbehälter im Pflanzenkörper. In: Jahrbücher für wissenschaftliche Botanik. 5, Leipzig 1866, S. 387–439 (Digitalisat)
- Botanische Untersuchungen. Teil I bis VI, Winter, Heidelberg 1872/1877 (Digitalisat)
- Handbuch der allgemeinen Botanik. Erster Teil, Anatomie und Physiologie der Gewächse. Winter, Heidelberg 1880 (Digitalisat)
- Handbuch der allgemeinen Botanik. Zweiter Teil, Allgemeine Morphologie und Entwicklungslehre der Gewächse. Winter, Heidelberg 1880 (Digitalisat)
- Neue Methoden der Bakterienforschung. Nägele, Stuttgart 1898 (Digitalisat)